# Pavlov (ort i Tjeckien, Vysočina, lat 49,40, long 15,24)
Pavlov är en ort i Tjeckien.   Den ligger i regionen Vysočina, i den centrala delen av landet, 100 km sydost om huvudstaden Prag. Pavlov ligger 523 meter över havet och antalet invånare är 140.
Terrängen runt Pavlov är huvudsakligen lite kuperad. Pavlov ligger nere i en dal. Runt Pavlov är det ganska tätbefolkat, med 65 invånare per kvadratkilometer. Närmaste större samhälle är Pelhřimov, 3,9 km norr om Pavlov. Omgivningarna runt Pavlov är en mosaik av jordbruksmark och naturlig växtlighet.